# مجموعه الف برکه‌های گیاهدان ۳
مجموعه الف برکه‌های گیاهدان ۳ مربوط به دوره پهلوی است و در شهرستان قشم، بخش مرکزی، روستای گیاهدان واقع شده و این اثر در تاریخ ۲۷ مرداد ۱۳۸۲ با شمارهٔ ثبت ۹۵۴۸ به‌عنوان یکی از آثار ملی ایران به ثبت رسیده است.